# Sin-kaszid

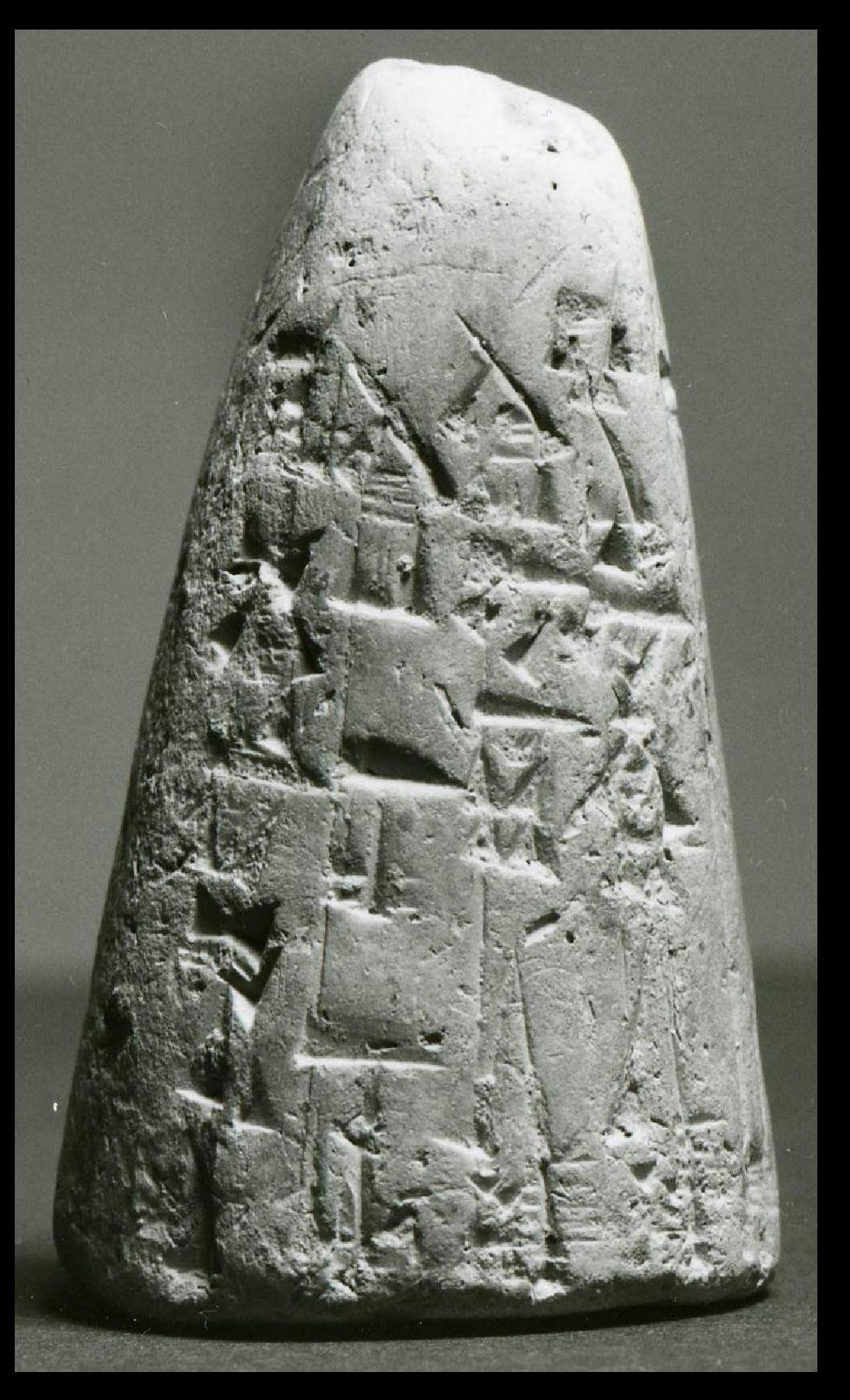
Stożek gliniany z inskrypcją fundacyjną Sin-kaszida brzmiącą: „Sin-kaszid, król potężny, król Uruk, król Amnanu, swój pałac władzy królewskiej wzniósł”; zbiory Walters Art Museum, Baltimore (USA)

Sin-kaszid (akad. Sîn-kāšid, w transliteracji z pisma klinowego zapisywane dEN.ZU-kà-ši-id) – władca mezopotamskiego miasta Uruk, panujący w XIX w. p.n.e., współczesny Nur-Adadowi z miasta Larsa. Długość jego panowania nie jest znana, ale liczne pozostawione przez niego inskrypcje budowlane wskazują, że panowanie to musiało być dość długie. Sin-kaszid najprawdopodobniej był uzurpatorem, gdyż w żadnej z jego inskrypcji nie jest wymieniane imię jego ojca. Używany przez niego tytuł „król Amnanu” wskazuje, iż wywodził się z plemienia Amnanu, które zaczęło się wówczas osiedlać w południowej Mezopotamii. Pozostawił po sobie liczne inskrypcje. Znany jest głównie ze swej działalności budowlanej w mieście Uruk, gdzie kazał m.in. odnowić i rozbudować kompleks świątynny E-ana. 